# Frankie Armstrong
Frankie Armstrong (* 13. Januar 1941 in Workington) ist eine britische Folksängerin, Liedermacherin und Autorin.

## Wirken
Armstrong begann 1957 mit der Band Skiffle Group amerikanische Folksongs zu interpretieren, bevor sie zu traditionellen Liedern aus Großbritannien wechselte. Ab den frühen 1960er Jahren kombinierte sie, die  aufgrund eines Glaukoms sehbehindert ist, ihre Karriere als Sängerin mit der Tätigkeit als Sozialarbeiterin. Beeinflusst von dem Sänger Louis Killen analysierte sie den Vortrag traditioneller Sänger hinsichtlich der Synthese von Inhalt, Stil und Form. 1964 schloss sie sich der Critics Group um Ewan MacColl und Peggy Seeger an. Gemeinsam mit A. L. Lloyd und Anne Briggs entstand 1966 das Album The Bird in the Bush: Traditional English Love Songs, mit dem sie rasch bekannt wurde. In New York besuchte sie 1973 eine Balkan-Gesangsklasse von Ethel Raim, was sie sowohl als Sängerin und Lehrerin als auch als Aktivistin in der Frauenbewegung nachhaltig beeinflusste.
Armstrong hat als Sängerin zwölf Soloalben aufgenommen, zunächst Lovely on the Water (1972) sowie auf zahlreichen Alben anderer Künstler mitgewirkt, etwa mit Blowzabella, bei Ken Hyders Talisker, John Kirkpatrick, Brian Pearson, Leon Rosselson, Dave Van Ronk, Maddy Prior und Stick in the Wheel, aber auch gemeinsam mit Henry Cow und der Mike Westbrook Brass Band. Auch trat sie als Teil der Feminist Improvising Group auf. Als politisch engagierte Künstlerin, die sich häufig für Frauenfriedens- und Umweltbelange engagierte, gilt sie als eine der markantesten und gefühlvollsten Stimmen des britischen Folk-Revivals. 2018 wurde sie mit der Goldmedaille der English Folk Dance and Song Society ausgezeichnet. Ihre Songs wurden auch von der Mike Westbrook Brass Band, Leon Rosselson, Jimmy Witherspoon oder Alison McMorland/Geordie McIntyre interpretiert.
Als Autorin hat Armstrong mehrere Bücher mitverfasst und Kapitel zu elf Büchern beigetragen. 1975 begann sie, als Teil des natural voice singing movement Gesangs-Workshops zu entwickeln, deren Ziel es war, Sängern und Nicht-Sängern zu helfen, sich durch Stimme und Gesang auszudrücken. Seit den späten 1980er Jahren leitet sie gemeinsam mit ihrem Mann Darien Pritchard, einem Körperarbeits- und Bewegungslehrer, Stimmworkshops.

## Diskographische Hinweise
- Frankie Armstrong, Dave Van Ronk: Let no One Deceive You: Songs of Bertolt Brecht (Flying Fish FF 70557 1989)
- Til the Grass O’ergrew the Corn (Fellside FECD 116, 1997)
- Ways of Seeing (Harbourtown HARCD 009, 1997)
- The Garden of Love (Fellside, FECD 144, 1999)
- Encouragement (Fellside, 1999)
- Debbie Armour, Frankie Armstrong, Alasdair Roberts, Jinnwoo: Green Ribbons (Matière Mémoire, 2019)
- Cats of Coven Lawn (GF*M Records/Pirate Jenny Records 2021)[2]

## Schriften
- Kathie Henderson, Frankie Armstrong, Sandra Kerr: My Song Is My Own: 100 Women’s Songs. London: Pluto Press, 1979; ISBN 978-0-86100-333-4
- Frankie Armstrong, Jenny Pearson: As Far as the Eye Can Sing. London: Women’s Press, 1992; ISBN 0-7043-4294-4 (Autobiographie)
- Frankie Armstrong, Jenny Pearson: Well Tuned Women. London: Women’s Press; ISBN 0-7043-4649-4
- Frankie Armstrong, Janet B. Rogers: Acting and Singing with Archetypes. Limelight Editions, 2009; ISBN 978-0-87910-368-2